# لاس‌زنی

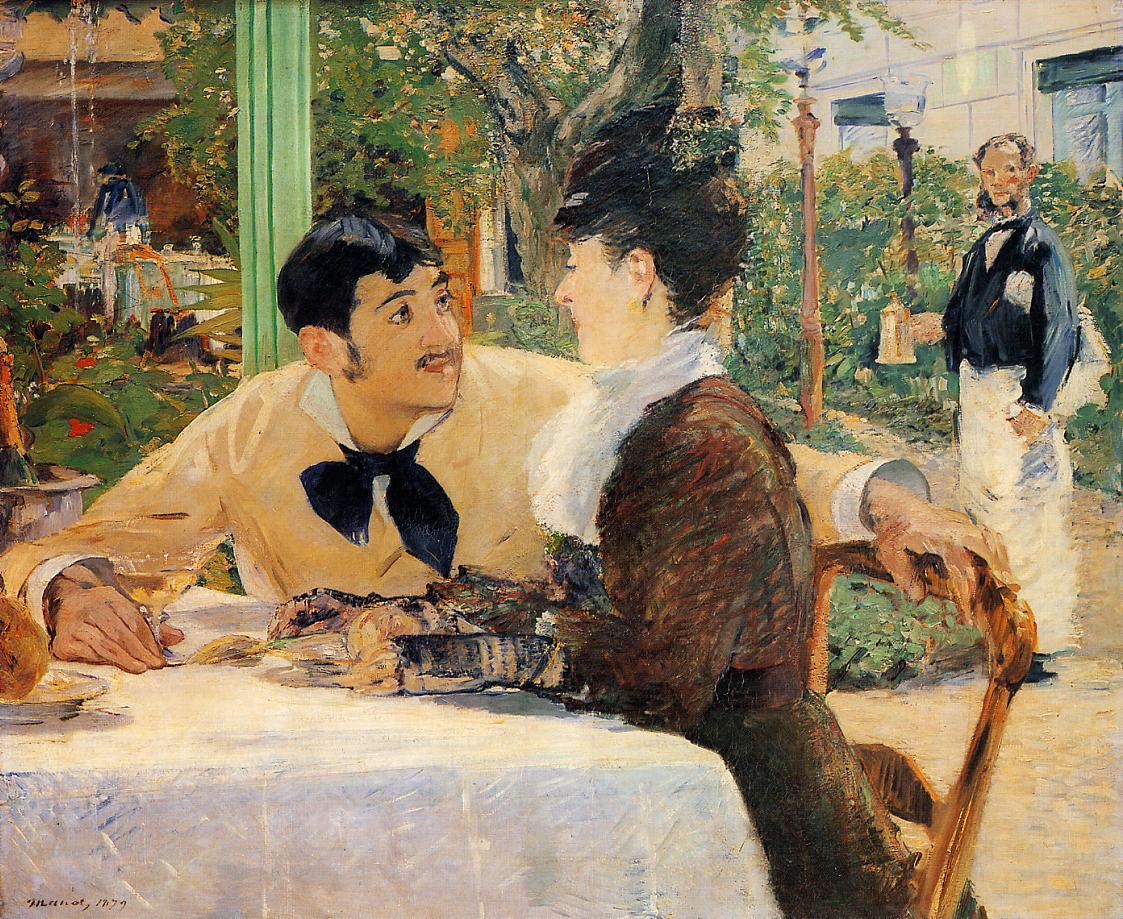
اثری از ادوارد مانه

لاس زدن (به انگلیسی: Flirting) یا عشوه گری (به انگلیسی: Coquetry) گونه‌ای رفتار اجتماعی یا سلامی است که شامل برقراری ارتباط به‌صورت کلامی یا نوشتاری و همچنین اشارات بدن و زبان بدن میان دو نفر، برای نشان‌دادن علاقه به برقراری رابطه عمیق‌تر است و در صورتی که همراه با بازیگوشی باشد، به‌عنوان سرگرمی شناخته می‌شود.
از لاس‌زدن غالباً به عنوان ابزاری برای ابراز علاقه و نیز سنجیدن علاقه طرف مقابل به هم‌نشینی ای که ممکن است منجر به رابطه‌ای بلندمدت شود، استفاده می‌شود. کسانی که لاس می‌زنند، ممکن است به گونه‌ای سخن گویند یا رفتار کنند که مبین صمیمیتی بیشتر از آنچه مناسب رابطه است (یا مدت زمانی که ایشان یکدیگر را می‌شناسند) باشد؛ بی‌آنکه هیچ کاری کرده یا سخنی گفته شود که هنجار جدی اجتماعی‌ای شکسته شود.
لاس‌زدن در فرهنگ‌های گوناگون به خاطر وجود هنجارهای اجتماعی مختلف، مانند فاصله مناسب افراد در زمان ایستادن در کنار یکدیگر (پروکسمیک)، مدت زمان برقراری تماس چشمی، میزان مناسب لمس‌کردن و نظایر آنها، متفاوت است.

## ریشه واژه
ریشه واژه لاس زدن در فارسی ممکن است با واژه لاس در زبان پشتو به معنی دست و دست کشیدن یکی باشد. لاس می‌تواند به معنای ابریشم نیز به‌کار رود؛ چنان‌که در بیت زیر از ملحقات شاهنامه آمده‌است:
| همان لاس و ابریشم و انگبین |  | دهم من تو را تحفه ای اینچنین |

## نظر چهره‌های سرشناس
- کاترین دنو بازیگر فرانسوی در این زمینه گفته‌است: «مردان باید آزادی لاس‌زدن با زنان را داشته باشند.»[۲]